# 岡田吉弘 (教育家)
岡田吉弘（おかだ よしひろ　1942年 - 没年不明）は台湾出身の日本の教育家。

## 略歴
台湾出身。戦後、大阪府立大学応用化学科を卒業後、1970年、岡田塾を設立。「やればできる。できるまでやる」をテーマに掲げ、「学校での教育で伸ばしえない子供たちの成績を上げる」ことこそが塾の教育における使命であると、スパルタ式教育術を徹底した。チェーン展開も検討されていたが、完全に理解するまで受講生は家には帰さず、大阪市内・淀屋橋にあった塾に残すという姿勢を整えた。
具体的には、通常は18時から塾を開塾するが、教室を13時（土・日・祝日の休校日は10時）から解放し、塾の会場で学校と塾から与えられた宿題を行い、講師が塾に通う子供たちのノートをチェックするところから始める。18時に開塾してからはまず前回の復習をテスト形式で行い、そこで間違ったところはそこでほったらかしにはせず、講師により間違ったところを再び解説して、完全に理解するまで徹底的に教育させる。その後、塾の授業を受け、さらに授業が終わってからも、復習の時間を最大23時まで自習しながら学ぶという姿勢を整えていた。
さらに、年数回のまとまった長期休校期間中、大自然で漫画・テレビ・スマホなどの持ち込みを一切排除・禁止し、勉強と登山やスキーの両立（ただし小学6年・中学3年の冬休み合宿は中学・高校入試を意識してスキー教室には参加せず、集中講義と模試を行う）により教育に徹底的に専念させるという姿勢を取り、あえて合宿期間も1週間以上にわたり展開、勉強だけに限らず、生活習慣も自分の手で積極的に進めるため、部屋の掃除・片付け、整理整頓などの管理も自己管理させ、最終的に自らで考えて行動できるように目指していた。
岡田塾は2015年に閉校となったが、それ以前に事実上の代表者は息子である岡田功（肩書は副理事長のまま）に代替わりしていた。以降は表舞台に出てくることもなく、岡田塾の他に経営していた旅行代理店である株式会社ジャパントラベルセンターも廃業し2025年時点の消息は不明。